# 日経新春杯
日経新春杯（にっけいしんしゅんはい）は、日本中央競馬会（JRA）が京都競馬場で施行する中央競馬の重賞競走（GII）である。
寄贈賞を提供する日本経済新聞社は、東京と大阪に本社を置く新聞社。
正賞は日本経済新聞社賞。

## 概要

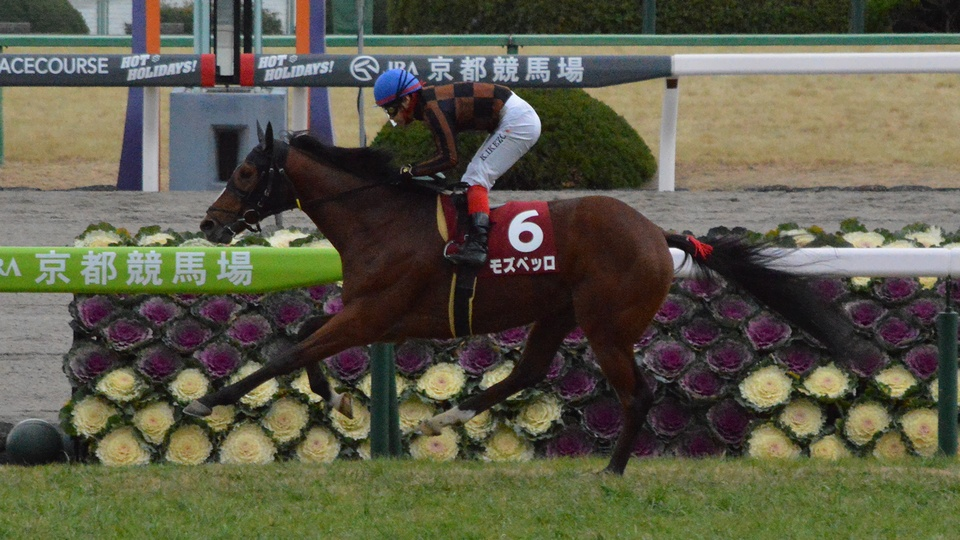
第67回日経新春杯
(優勝馬：モズベッロ、鞍上：池添謙一)

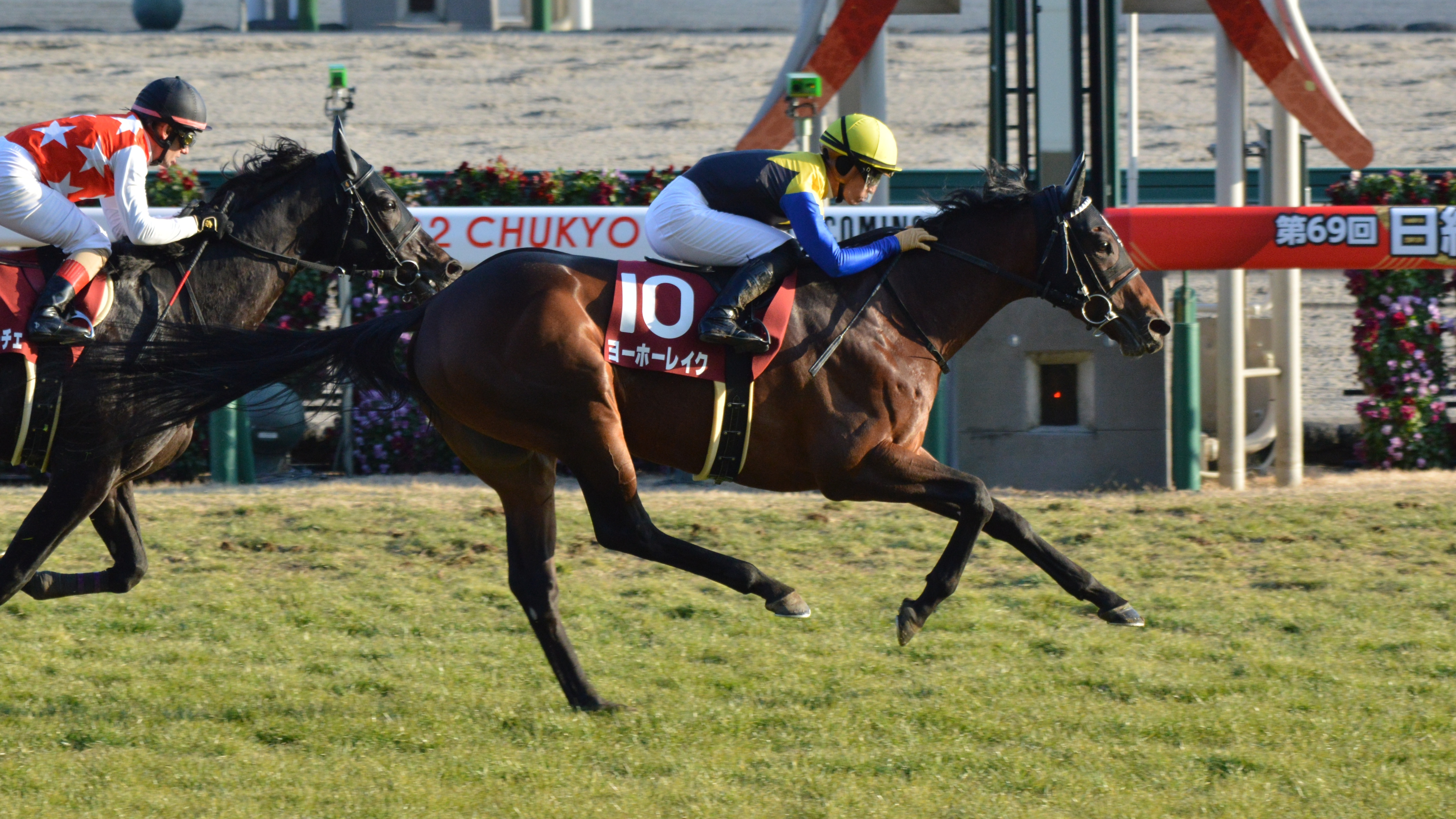
第69回日経新春杯
(優勝馬：ヨーホーレイク、鞍上：川田将雅)

1954年に創設された「日本経済新春杯」が本競走の前身。1979年より「日経新春杯」に改称された。
創設時の負担重量はハンデキャップだったが、1981年から1993年までは別定で行われた。距離も創設時は芝2400mだったが、1987年から1993年までは芝2200mに短縮していた。外国産馬は1990年から出走可能になったほか、2006年からは外国馬も出走可能な国際競走となった。外国馬の出走枠は当初4頭までだったが、2007年から2014年までは8頭まで、2015年からは9頭までとなった。2020年からは地方競馬所属馬も出走可能になった。
なお、本競走の優勝馬にはオーストラリアのG1コーフィールドカップへの優先出走権が与えられることになっている。

### 競走条件
以下の内容は、2025年のもの。
出走資格：サラ系4歳以上
- JRA所属馬
- 地方競馬所属馬（認定馬のみ、2頭まで）
- 外国調教馬（優先出走）
- 2024年1月13日以降2025年1月13日まで1回以上出走馬

負担重量：ハンデキャップ

### 賞金
2025年の1着賞金は5700万円で、以下2着2300万円、3着1400万円、4着860万円、5着570万円。

## 歴史
- 1954年 - 5歳以上の馬による重賞競走として、「日本経済新春杯」の名称で創設[5]。
- 1979年 - 競走名を「日経新春杯」に変更[5]。
- 1984年 - グレード制施行によりGII[注 1]に格付け。
- 1990年 - 混合競走に指定、外国産馬が出走可能になる[6]。
- 2001年 - 馬齢表記を国際基準へ変更したことに伴い、競走条件を「4歳以上」に変更。
- 2006年 - 国際競走に変更され、外国調教馬が4頭まで出走可能となる[7]。
- 2007年 - 日本のパートI国昇格に伴い、外国調教馬の出走枠を8頭に拡大[8][2]。
- 2015年
  - 出走可能頭数を18頭に拡大。
  - 外国調教馬の出走枠を9頭に変更[9][10]。
- 2017年 - 日曜の積雪による開催中止の影響で火曜（1月17日）に実施[12][13]。
- 2020年 - 特別指定交流競走に指定され、地方競馬所属馬が2頭まで出走可能になる。
- 2021年
  - 京都競馬場の整備工事に伴い、中京競馬場芝2200mで施行（2022年・2023年も同様）[14][15]。
  - 新型コロナウイルス感染拡大防止のため「無観客競馬」として実施[16]。
- 2025年 - 阪神競馬場のリフレッシュ工事に伴う開催日割の変更に伴い、中京競馬場芝2200mで施行。

### 歴代優勝馬
優勝馬の馬齢は、2000年以前も現行表記に揃えている。
コース種別を表記していない距離は、芝コースを表す。
競走名は第1回から第25回まで「日本経済新春杯」。
| 回数   | 施行日        | 競馬場 | 距離        | 優勝馬             | 性齢 | タイム          | 優勝騎手   | 管理調教師 | 馬主                           |
| ------ | ------------- | ------ | ----------- | ------------------ | ---- | --------------- | ---------- | ---------- | ------------------------------ |
| 第1回  | 1954年1月17日 | 京都   | 2400m       | ダイサンホウシユウ | 牡4  | 2:34 4/5        | 上田三千夫 | 上田武司   | 上田清次郎                     |
| 第2回  | 1955年1月16日 | 京都   | 2400m       | フジミツル         | 牡4  | 2:30 0/5        | 栗田勝     | 上田武司   | 上田清次郎                     |
| 第3回  | 1956年1月22日 | 京都   | 2400m       | ヒヤキオーガン     | 牡5  | 2:33 4/5        | 栗田勝     | 武田文吾   | 坂上忠兵衞                     |
| 第4回  | 1957年1月20日 | 京都   | 2400m       | ナンバイチバン     | 牡4  | 2:30 2/5        | 大沢真     | 玉谷敬治   | 浜田尚子                       |
| 第5回  | 1958年1月19日 | 京都   | 2400m       | トツプラン         | 牡4  | 2:32 0/5        | 栗田勝     | 武田文吾   | 坂谷豊次                       |
| 第6回  | 1959年1月18日 | 京都   | 2400m       | タカハル           | 牡4  | 2:30 2/5        | 近藤武夫   | 伊藤勝吉   | コーホー                       |
| 第7回  | 1960年1月17日 | 京都   | 2400m       | フサリユウ         | 牡4  | 2:34.6          | 松本善登   | 武田文吾   | 新子政勇貴                     |
| 第8回  | 1961年1月22日 | 京都   | 2400m       | タイカン           | 牝4  | 2:30.5 （同着） | 栗田勝     | 伊藤勝吉   | 林熊蔵                         |
| 第8回  | 1961年1月22日 | 京都   | 2400m       | キオーガンヒカリ   | 牡4  | 2:30.5 （同着） | 松本善登   | 武田文吾   | 坂上忠兵衞                     |
| 第9回  | 1962年1月21日 | 京都   | 2400m       | ホマレタイコウ     | 牡4  | 2:32.6          | 北橋修二   | 松元正雄   | 安藤俊雄                       |
| 第10回 | 1963年1月20日 | 京都   | 2400m       | リユウフオーレル   | 牡4  | 2:36.9          | 宮本悳     | 橋本正晴   | 三好笑子                       |
| 第11回 | 1964年1月19日 | 京都   | 2400m       | コウライオー       | 牡4  | 2:35.8          | 浅見国一   | 吉田三郎   | 高田政治                       |
| 第12回 | 1965年1月17日 | 京都   | 2400m       | オーヒメ           | 牝4  | 2:31.7          | 田所稔     | 小川佐助   | 堀内正男                       |
| 第13回 | 1966年1月16日 | 京都   | 2400m       | パワーラツスル     | 牡4  | 2:33.1          | 松本善登   | 布施正     | 保積忠児                       |
| 第14回 | 1967年1月22日 | 京都   | 2400m       | タイクラナ         | 牡5  | 2:29.0          | 武邦彦     | 武平三     | 中山芳雄                       |
| 第15回 | 1968年1月21日 | 京都   | 2400m       | リユウフアーロス   | 牡5  | 2:29.9          | 宮本悳     | 橋本正晴   | 三好諦三                       |
| 第16回 | 1969年1月19日 | 京都   | 2400m       | ダテホーライ       | 牡4  | 2:35.6          | 宇田明彦   | 星川泉士   | 伊達牧場                       |
| 第17回 | 1970年1月18日 | 京都   | 2400m       | キンセンオー       | 牡4  | 2:27.6          | 小原伊佐美 | 坂口正二   | 中野常三郎                     |
| 第18回 | 1971年1月17日 | 京都   | 2400m       | コンチネンタル     | 牡5  | 2:35.1          | 津田昭     | 野平富久   | アサヒ牧場                     |
| 第19回 | 1972年1月16日 | 京都   | 2400m       | ケイシュウ         | 牡5  | 2:37.0          | 松本善登   | 浅見国一   | 内田恵司                       |
| 第20回 | 1973年1月21日 | 京都   | 2400m       | ユーモンド         | 牡4  | 2:33.1          | 福永洋一   | 武田文吾   | 新子政勇貴                     |
| 第21回 | 1974年1月20日 | 京都   | 2400m       | ホウシュウエイト   | 牡4  | 2:29.4          | 武邦彦     | 日迫清     | 上田清次郎                     |
| 第22回 | 1975年1月19日 | 京都   | 2400m       | イーストリバー     | 牡5  | 2:30.7          | 北橋修二   | 松元正雄   | 川東勝俊                       |
| 第23回 | 1976年1月18日 | 京都   | 2400m       | ロングホーク       | 牡4  | 2:29.3          | 松田幸春   | 松田由太郎 | 中井長一                       |
| 第24回 | 1977年1月23日 | 京都   | 2400m       | ホースメンホープ   | 牡4  | 2:27.7          | 小野幸治   | 小林稔     | 中路正志                       |
| 第25回 | 1978年1月22日 | 京都   | 2400m       | ジンクエイト       | 牡4  | 2:28.6          | 清水英次   | 福島勝     | 林儀信                         |
| 第26回 | 1979年1月21日 | 京都   | 2400m       | スズカシンプウ     | 牡4  | 2:28.5          | 中島敏文   | 上田武司   | 永井永一                       |
| 第27回 | 1980年1月20日 | 阪神   | 2400m       | メジロトランザム   | 牡4  | 2:27.3          | 武邦彦     | 浅見国一   | （株）メジロ商事               |
| 第28回 | 1981年1月18日 | 京都   | 2400m       | ケンセイグット     | 牡4  | 2:29.0          | 西浦勝一   | 土門健司   | 杉安兼蔵                       |
| 第29回 | 1982年1月24日 | 京都   | 2400m       | アジシバオー       | 牡4  | 2:29.8          | 岩元市三   | 新川恵     | 佐藤安治                       |
| 第30回 | 1983年1月23日 | 京都   | 2400m       | オーバーレインボー | 牡6  | 2:28.9          | 田島良保   | 土門一美   | 鳥居茂三                       |
| 第31回 | 1984年1月22日 | 京都   | ダート2600m | エリモローラ       | 牡5  | 2:43.3          | 猿橋重利   | 大久保石松 | 山本慎一                       |
| 第32回 | 1985年1月20日 | 京都   | 2400m       | マサヒコボーイ     | 牡6  | 2:29.0          | 田原成貴   | 久保道雄   | 宮本貞雄                       |
| 第33回 | 1986年1月19日 | 京都   | 2400m       | フリートホープ     | 牡4  | 2:28.9          | 猿橋重利   | 梅内慶蔵   | 兼村喜市                       |
| 第34回 | 1987年1月25日 | 京都   | 2200m       | フレッシュボイス   | 牡4  | 2:16.1          | 田原成貴   | 境直行     | 円城和男                       |
| 第35回 | 1988年1月24日 | 京都   | 2200m       | スピードヒーロー   | 牡6  | 2:15.3          | 河内洋     | 崎山博樹   | 市川幸助                       |
| 第36回 | 1989年1月22日 | 京都   | 2200m       | ランドヒリュウ     | 牡7  | 2:14.4          | 河内洋     | 小林稔     | 木村善一                       |
| 第37回 | 1990年1月21日 | 京都   | 2200m       | トーワトリプル     | 牡4  | 2:15.0          | 的場均     | 柄崎孝     | 井山健一                       |
| 第38回 | 1991年1月20日 | 京都   | 2200m       | メルシーアトラ     | 牡4  | 2:13.6          | 河内洋     | 小野幸治   | 永井康郎                       |
| 第39回 | 1992年1月26日 | 京都   | 2200m       | カミノクレッセ     | 牡5  | 2:15.2          | 南井克巳   | 工藤嘉見   | 野上政次                       |
| 第40回 | 1993年1月24日 | 京都   | 2200m       | エルカーサリバー   | 牝4  | 2:14.0          | 山田泰誠   | 田中良平   | （株）クレアール               |
| 第41回 | 1994年1月23日 | 阪神   | 2500m       | ムッシュシェクル   | 牡6  | 2:35.5          | 藤田伸二   | 小林稔     | 藤立啓一                       |
| 第42回 | 1995年1月28日 | 京都   | 2400m       | ゴーゴーゼット     | 牡4  | 2:24.8          | 村本善之   | 新井仁     | 林儀信                         |
| 第43回 | 1996年1月21日 | 京都   | 2400m       | ハギノリアルキング | 牡6  | 2:26.7          | 藤田伸二   | 小林稔     | 日隈広吉                       |
| 第44回 | 1997年1月19日 | 京都   | 2400m       | メジロランバダ     | 牝4  | 2:27.6          | 武豊       | 池江泰郎   | （有）メジロ牧場               |
| 第45回 | 1998年1月25日 | 京都   | 2400m       | エリモダンディー   | 牡4  | 2:26.3          | 武豊       | 大久保正陽 | 山本慎一                       |
| 第46回 | 1999年1月24日 | 京都   | 2400m       | メジロブライト     | 牡5  | 2:31.4          | 河内洋     | 浅見秀一   | （有）メジロ牧場               |
| 第47回 | 2000年1月16日 | 京都   | 2400m       | マーベラスタイマー | 牡6  | 2:24.3          | 武豊       | 矢野照正   | 笹原貞生                       |
| 第48回 | 2001年1月14日 | 京都   | 2400m       | ステイゴールド     | 牡7  | 2:25.8          | 藤田伸二   | 池江泰郎   | （有）社台レースホース         |
| 第49回 | 2002年1月13日 | 京都   | 2400m       | トップコマンダー   | 牡5  | 2:26.4          | 四位洋文   | 崎山博樹   | ジョイ・レースホース（株）     |
| 第50回 | 2003年1月19日 | 京都   | 2400m       | バンブーユベントス | 牡4  | 2:25.8          | 四位洋文   | 田島良保   | （有）バンブー牧場             |
| 第51回 | 2004年1月18日 | 京都   | 2400m       | シルクフェイマス   | 牡5  | 2:24.5          | 四位洋文   | 鮫島一歩   | （有）シルク                   |
| 第52回 | 2005年1月16日 | 京都   | 2400m       | サクラセンチュリー | 牡5  | 2:29.0          | 佐藤哲三   | 佐々木晶三 | （株）さくらコマース           |
| 第53回 | 2006年1月15日 | 京都   | 2400m       | アドマイヤフジ     | 牡4  | 2:26.3          | 福永祐一   | 橋田満     | 近藤利一                       |
| 第54回 | 2007年1月14日 | 京都   | 2400m       | トウカイワイルド   | 牡5  | 2:27.4          | 安藤勝己   | 中村均     | 内村正則                       |
| 第55回 | 2008年1月20日 | 京都   | 2400m       | アドマイヤモナーク | 牡7  | 2:27.4          | 安藤勝己   | 松田博資   | 近藤利一                       |
| 第56回 | 2009年1月18日 | 京都   | 2400m       | テイエムプリキュア | 牝6  | 2:26.6          | 荻野琢真   | 五十嵐忠男 | 竹園正繼                       |
| 第57回 | 2010年1月17日 | 京都   | 2400m       | メイショウベルーガ | 牝5  | 2:24.4          | 池添謙一   | 池添兼雄   | 松本好雄                       |
| 第58回 | 2011年1月16日 | 京都   | 2400m       | ルーラーシップ     | 牡4  | 2:24.6          | U.リスポリ | 角居勝彦   | （有）サンデーレーシング       |
| 第59回 | 2012年1月15日 | 京都   | 2400m       | トゥザグローリー   | 牡5  | 2:23.7          | 福永祐一   | 池江泰寿   | （有）キャロットファーム       |
| 第60回 | 2013年1月13日 | 京都   | 2400m       | カポーティスター   | 牡4  | 2:25.0          | 高倉稜     | 矢作芳人   | 備前島敏子                     |
| 第61回 | 2014年1月19日 | 京都   | 2400m       | サトノノブレス     | 牡4  | 2:24.4          | C.ルメール | 池江泰寿   | 里見治                         |
| 第62回 | 2015年1月18日 | 京都   | 2400m       | アドマイヤデウス   | 牡4  | 2:24.8          | 岩田康誠   | 橋田満     | 近藤利一                       |
| 第63回 | 2016年1月17日 | 京都   | 2400m       | レーヴミストラル   | 牡4  | 2:25.9          | 川田将雅   | 松田博資   | （有）サンデーレーシング       |
| 第64回 | 2017年1月17日 | 京都   | 2400m       | ミッキーロケット   | 牡4  | 2:25.7          | 和田竜二   | 音無秀孝   | 野田みづき                     |
| 第65回 | 2018年1月14日 | 京都   | 2400m       | パフォーマプロミス | 牡6  | 2:26.3          | M.デムーロ | 藤原英昭   | （有）サンデーレーシング       |
| 第66回 | 2019年1月13日 | 京都   | 2400m       | グローリーヴェイズ | 牡4  | 2:26.2          | M.デムーロ | 尾関知人   | （有）シルクレーシング         |
| 第67回 | 2020年1月19日 | 京都   | 2400m       | モズベッロ         | 牡4  | 2:26.9          | 池添謙一   | 森田直行   | （株）キャピタル・システム     |
| 第68回 | 2021年1月17日 | 中京   | 2200m       | ショウリュウイクゾ | 牡5  | 2:11.8          | 団野大成   | 佐々木晶三 | 上田芳枝                       |
| 第69回 | 2022年1月16日 | 中京   | 2200m       | ヨーホーレイク     | 牡4  | 2:11.7          | 川田将雅   | 友道康夫   | 金子真人ホールディングス（株） |
| 第70回 | 2023年1月15日 | 中京   | 2200m       | ヴェルトライゼンデ | 牡6  | 2:14.2          | D.イーガン | 池江泰寿   | （有）サンデーレーシング       |
| 第71回 | 2024年1月14日 | 京都   | 2400m       | ブローザホーン     | 牡5  | 2:23.7          | 菅原明良   | 中野栄治   | 岡田牧雄                       |
| 第72回 | 2025年1月19日 | 中京   | 2200m       | ロードデルレイ     | 牡5  | 2:09.8          | 西村淳也   | 中内田充正 | （株）ロードホースクラブ       |